# It Was Written
It Was Written är rapparen Nas andra studioalbum.  Det släpptes 1996. Skivan är mest känd för låtarnas texter.

## Låtlista
1. "Album Intro"
2. "The Message"
3. "Street Dreams"
4. "I Gave You Power"
5. "Watch Dem Niggas" (med Foxy Brown)
6. "Take It in Blood"
7. "Nas Is Coming" (med Dr. Dre)
8. "Affirmative Action" (med The Firm)
9. "Set Up" (med Havoc)
10. "Black Girl Lost" (med Joel "JoJo" Hailey)
11. "Suspect"
12. "Shot Out"
13. "Live Nigga Rap" (med Mobb Deep)
14. "If I Rule the World (Imagine That)" (med Lauryn Hill)